# Allemaal Familie (2017)
Allemaal Familie is een Vlaamse film uit 2017. De film is geregisseerd door Dries Vos. De film ging in première op 22 februari 2017.

## Verhaal
Bob en Greta De Jaegher zijn veertig jaar gelukkig getrouwd en kunnen terugkijken op een rijk gevuld leven. Hun twee zonen Steve en Carl boeren goed, de ene als succevol regisseur, de andere als beloftevolle kok. 

## Rolverdeling

### Hoofdrollen
| Acteur           | Personage |
| ---------------- | --------- |
| Steve Geerts     | Steve     |
| Nathalie Meskens | Billie    |
| Bill Barberis    | Carl      |
| Gilda De Bal     | Greta     |
| Bob De Moor      | Bob       |
| Wouter Hendrickx | Rik       |
| Inge Paulussen   | Linda     |
| Tom Audenaert    | Lodewijk  |
| Els Olaerts      | Lucy      |

### Nevenrollen
| Acteur             | Personage                    |
| ------------------ | ---------------------------- |
| Ludo Hoogmartens   | Hans                         |
| Günther Lesage     | Jef                          |
| Mathijs Vos        | Finn                         |
| Roxanne Baart      | Marthe                       |
| Maarten Bosmans    | Jakke                        |
| Luc Nuyens         | collega Pieter               |
| Koenraad Vermeulen |                              |
| Filip Peeters      | als zichzelf                 |
| Michaël Pas        | als zichzelf                 |
| Daphne Wellens     | als zichzelf                 |
| Gert Verhulst      | als zichzelf                 |
| Tanya Zabarylo     | Anna                         |
| Hans De Munter     | Paul                         |
| Aagje Vanthomme    | interviewer                  |
| Peter Van de Velde | Chef Kok Harald              |
| Tom Ternest        | Kok Frank                    |
| Bieke Ilegems      | gynaecologe                  |
| Kürt Rogiers       | presentator                  |
| Charlotte Timmers  | baliebediende abortuskliniek |
| Jef Hoogmartens    | ijsverkoper                  |
| Gene Connelly      |                              |
| Moora Vander Veken | als zichzelf                 |
| Carry Goossens     | als zichzelf                 |
| Josje Huisman      | als zichzelf                 |